# Лецитинхолестеролацилтрансфераза
LCAT (англ. Lecithin-cholesterol acyltransferase) – білок, який кодується однойменним геном, розташованим у людей на короткому плечі 16-ї хромосоми. Довжина поліпептидного ланцюга білка становить 440 амінокислот, а молекулярна маса — 49 578.
| 10         |  | 20         |  | 30         |  | 40         |  | 50         |
| ---------- |  | ---------- |  | ---------- |  | ---------- |  | ---------- |
| MGPPGSPWQW |  | VTLLLGLLLP |  | PAAPFWLLNV |  | LFPPHTTPKA |  | ELSNHTRPVI |
| LVPGCLGNQL |  | EAKLDKPDVV |  | NWMCYRKTED |  | FFTIWLDLNM |  | FLPLGVDCWI |
| DNTRVVYNRS |  | SGLVSNAPGV |  | QIRVPGFGKT |  | YSVEYLDSSK |  | LAGYLHTLVQ |
| NLVNNGYVRD |  | ETVRAAPYDW |  | RLEPGQQEEY |  | YRKLAGLVEE |  | MHAAYGKPVF |
| LIGHSLGCLH |  | LLYFLLRQPQ |  | AWKDRFIDGF |  | ISLGAPWGGS |  | IKPMLVLASG |
| DNQGIPIMSS |  | IKLKEEQRIT |  | TTSPWMFPSR |  | MAWPEDHVFI |  | STPSFNYTGR |
| DFQRFFADLH |  | FEEGWYMWLQ |  | SRDLLAGLPA |  | PGVEVYCLYG |  | VGLPTPRTYI |
| YDHGFPYTDP |  | VGVLYEDGDD |  | TVATRSTELC |  | GLWQGRQPQP |  | VHLLPLHGIQ |
| HLNMVFSNLT |  | LEHINAILLG |  | AYRQGPPASP |  | TASPEPPPPE |  |            |

A: Аланін

C: Цистеїн

D: Аспарагінова кислота

E: Глутамінова кислота

F: Фенілаланін

G: Гліцин

H: Гістидин

I: Ізолейцин

K: Лізин

L: Лейцин

M: Метіонін

N: Аспарагін

P: Пролін

Q: Глутамін

R: Аргінін

S: Серин

T: Треонін

V: Валін

W: Триптофан

Кодований геном білок за функціями належить до трансфераз, ацилтрансфераз. 
Задіяний у таких біологічних процесах, як метаболізм ліпідів, метаболізм холестеролу, метаболізм стероїдів, метаболізм стеролів. 
Секретований назовні.